# Comté de Port
Ve siècle – 982
Entités précédentes :
- Royaume des Burgondes :
- Maxima Sequanorum

Entités suivantes :
- Royaume de Haute-Bourgogne :
- Comté de Bourgogne

Le comté de Port (puis comté de Vesoul) était un comté traversé par la Saône, il comptait les baronnies de Faucogney (chef-lieu de cent vingt villages), celle de Rupt et de Traves. Il correspond aujourd'hui a une grosse partie du département de la Haute-Saône.
Le comté de Port était l'une des cinq subdivisions originelles du comté de Bourgogne.

## Étymologie
Ce comté tirerait son nom de Pagus Portisiorum, Porticiani qui veut dire étranger d'après Droz dans Histoire de Pontarlier, p. 29. Quant à Gingins, dans Essai sur l'établissement des Bourguignons, p. 33 et suivantes il se fonde sur Pagus Porrticianus ou Portensis qui viendrait de Portus Abucini : Port-sur-Saône son ancienne capitale ; d'ailleurs tout le canton de cette ville était nommé Portus Collatinensis ou Collatensis tiré de Collatis, Collaterii qui qualifiait les colons gallo-romains qui s'y étaient réfugiés. Bullet lui le tire de Portus-Bucinus  (Port-Abucin), ancien nom de Port-sur-Saône (Mémoire sur la langue celte, tome 1, p. 139).

## L'origine du comté
Il avait été fondé avec l'arrivée des Burgondes en Séquanie dans le courant du Ve siècle et était l'un des cinq composants de l'actuelle Franche-Comté avec les comtés de Scoding, d'Amaous, de Varais et la ville de Besançon. Cette organisation subsista jusqu'au XIVe siècle.
Lors du partage de la Lotharingie en 870 entre Charles II le Chauve et Louis II de Germanie, ce dernier eut les comtés de Varais, d'Amaous et de Port.
À la suite des invasions normandes de 886-887, le siège du comté sera transféré à Vesoul, les comtes s'installant dans le château construit sur la colline de la Motte.

## Transformation en vicomté
Le comté de Bourgogne est créé en 982. Le comte de Bourgogne Othon-Guillaume voulut être seul comte sur ces terres et fit convertir les différents comtés héritiers des pagis bourguignons en vicomtés afin d'uniquement conserver le comté de Bourgogne ; c'est pourquoi on parle de la vicomté de Vesoul à partir du XIe siècle. le premier vicomte fut Gislebert Ier de Faucogney en 1019.
Henri de Faucogney, nommé en 1347, fut le dernier vicomte de Vesoul. Entre-temps (1333), la vicomté avait été intégrée dans le bailliage d'Amont.

## Saint Colomban
Vers 590 Saint-Colomban, bénéficiant de la protection d'Agnoald qui était évêque de Laon et par là-même un des grands seigneurs du comté de Port, était autorisé à fonder plusieurs monastères dans la région (Annegray, Fontaine et Luxeuil). Agnoald lui confia son fils imité très vite par les familles nobles du comté.

## Sources